# Juan Palafox Rovira
Juan Palafox Rovira (¿? - Valencia, 18 de julio de 1794), naturalista español.
En 1788 realizó estudios de Química que le sirvieron posteriormente para recoger minerales y perfeccionarse como taxidermista. Trabajó como colector del Real Gabinete de Historia Natural para Eugenio Izquierdo y José Clavijo y Fajardo, enviándole numerosas colecciones de insectos, aves, peces, cuadrúpedos y minerales en diversas expediciones que hizo por toda España, en especial en compañía de Francisco Javier Molina, también empleado como colector del Gabinete. A su súbita muerte el 18 de julio de 1794, su plaza se amortizó.